# 風葬
風葬（ふうそう）は、死体を埋葬せず外気中に晒して自然に還す葬制。曝葬（ばくそう）、空葬（くうそう）ともいう。

## 概要
遺体の腐敗が早い低緯度地方で世界的に多く見られ、日本では日本列島の古代以前、南西諸島（奄美群島、琉球諸島）では近世まで一般的な葬制であった。
葬法は時代や地域によりまちまちで、人里離れた特定の場所に放置したり、棺に収めた状態で安置したりされることが多い。
洞窟や樹上で行われることもあり、それぞれ洞窟葬、樹上葬と呼ばれる。山上や崖などに放置し、屍肉を野生動物に食べさせるものは鳥葬、獣葬などと呼ばれる。また海岸付近に置きオカヤドカリなどに屍肉を食べさせる例もある。その後、
風化し白骨化した遺体(骨)を回収し改葬するという複葬の形式を取る場合もある。

## インドネシアの風葬

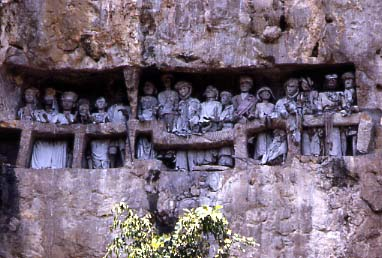
洞窟墓の一例。「タウタウ」(tau tau)人形の姿が見える。

スラウェシ島高地部に住むトラジャ族の葬送は大規模かつ派手な葬祭で､階級の差が定められており、高位者のみに限られることで知られるが、伝統的な葬送では岩壁に横穴を穿ったリアン(liang)と呼ばれる墓に葬られる。ただし現代ではキリスト教化が急速に進んでおり、アルック・ト・ドロ(aluk to dolo)と言われる伝統の信仰をそのまま伝える信者が少なくなるにつれ、風葬は廃れていくのではないかと見られる。葬祭そのものはインドネシア政府による後押し、観光化もあり現在でも盛んである。リアン(liang)墓は岩山の高さ10 - 数十mに及ぶ場所に横穴を穿って作られ、副葬品であるタウタウ(tau tau)人形も遺体と一緒に置かれることが多い。その後は遺体が自然に解体されるのを待つ。
ボルネオ島の一地方に居住するイバン族の大多数は土葬で葬られるが、一部の者に対しては例外的にルンボン(lumbong)葬という台上の棺に葬られる形のものが用いられる。これは有力な指導者に対するもので、この形式で葬られた者は「死霊」と呼ばれず「神（petara）に成った」とされる。イバン族は普通の葬儀の際、死を別離と見なし、死者との訣別の意を儀式で表すが、ルンボン葬の際には逆の心理が認められる。それは人格（といったもの）を保ち、栄光化して守護を期待するもので、神話によれば最初のルンボン葬は伝説の英雄クリェンが、彼の父の為に行ったことに始まるとされる。台上葬の遺体は場合によっては長期間肉体を留め、また英雄の強靱な肉体にあやかろうと闘鶏に啄ませることもある。

## 日本の風葬

### 日本列島本土
日本列島における風葬は、弥生時代・古墳時代の洞窟遺跡や岩陰遺跡で事例があり、長野県上田市の鳥羽山洞窟（国の史跡）などが知られる。
中世には、遺骸を棺に入れて木の枝にぶら下げる樹上葬や、屋外に設けられた台の上に棺を放置する台上葬が行われたという伝承が少なからず語られている。樹上葬の例として、『八幡愚童訓』には香椎宮の名の起源について、仲哀天皇の棺を椎の木に掛けておいたところ香を発したために「香椎」と称するようになったという伝承がある。また、中山太郎によれば「棺掛桜」や「人掛松」など、樹上葬の伝説を持つ樹木も存在するという。台上葬の例としては『類聚雑例』に次のような伝承がある。比叡山延暦寺の良明阿闍梨が自分の死後、深山に棚を作り棺を置くように遺言した。棺を置いて数日後、弟子が様子を見に行くと遺骸は無くなり衣服だけが残っていたという　平安時代以降、京都では帷子辻　(かたびらがつじ)、化野（あだしの）、鳥辺野（とりべの）、蓮台野（れんだいの）が、古来の風葬の地、葬送の地であった。
日本本土では薄葬令（646年）により庶民も定まった墓地に葬むる慣習が定着したため、風葬の習慣は廃れた。近代以降の日本では土葬さらには火葬が殆どとなり、現在は天皇や皇族の一部にみられる棺を地中に埋めず陵内の石室に安置する葬法（殯）が唯一の例外となっている。

### 琉球の風葬

#### 概要
現代の奄美群島、琉球諸島の地域における主な葬制は土葬または火葬となっているが、伊波普猷の報告にあるとおり、明治時代までは共同墓における風葬が行われていた。風葬は明治時代に行政から禁止されたが、久高島では屋外での風葬が1960年代まで行われており、宮古島で1970年代まで洞穴葬が行われていた記録が残っている。洗骨を経ての改葬を前提とする墓地石室内での風葬は1960年代までは沖縄全域で主流として残り、現在も離島など一部の地域で継続されているとされる。
古琉球では、風葬において遺体はまず崖（パンタ）や洞窟（ガマ）に置かれて自然の腐敗を待ち、3年後・5年後・7年後など適当な時期を見て洗骨して納骨する。琉球弧において崖（パンタ）や洞窟（ガマ）は古来、現世と後生の境界の世界とされ、聖域であると同時に忌むものとされてきた。祖霊を崇める一方で、「死」はあくまで「穢れ」と捉えられていた。後述の亀甲墓等の建て墓は主に琉球王国時代以降のものである。

#### 実態
風葬には大きく分けて二通りの方法があった。一つは特定の洞窟や山林（「後生」と呼ばれる不浄の聖域）に遺体を安置してそのまま共同の墓所とする原始的な方法と、亀甲墓や破風墓の中に棺を一定期間安置し、風化して白骨化した後に親族が洗骨を行い、改めて厨子甕に納める方法である。琉球王朝時代は王族や士族以外の者が墓を持つことは原則として禁じられていたため、大多数の庶民は前者の方式で弔われていたが、明治以降は士族に倣った亀甲墓が一般にも広がり、後者の葬制が主流となった。
（沖縄本島南部から見て東の）太陽が昇る方向にあることから「神の島」とも呼ばれる久高島では、1960年代まで前者の風葬が残っていた。風葬の行われる場所を「ティラバンタ（葬所）」といい、「ティラ」は「ティダ」と同義で太陽の事、「バンタ」は断崖絶壁という意味である。

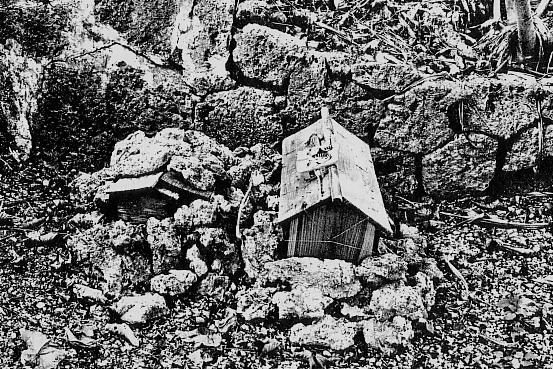
第二次世界大戦前の久高島の風葬墓

死生観を示すものとして葬儀の時に歌われた、葬送歌の一部を取り挙げる。
「トゥシアマイ、ナイビタン （年が余りました）/ティラバンタ、ウシュキティ （ティラバンタに来ました）/シッチ、ハタバルヤ （干潟は）/ナミヌシュル、タチュル （波が立つ）/ナミヤ、ハタバルヤ （波の干潟は）/ヒブイ、タチュサ （煙が立つ）/ニルヤリーチュ、ウシュキティ （ニルヤリーチュに来て）/ハナヤリーチュ、ウシュキティ （ハナヤリーチュに来て）」
このうち「年が余りました」は「寿命になった」、ニルヤリーチュ・ハナヤリーチュは対句でニルヤハナヤ、すなわちニライカナイのことである。
「干潟は/波が立つ/波の干潟は/煙が立つ」の箇所は、葬儀と関連する意味が掴めず難解だが、遺体が腐乱して溶けていく様をユタユタと立つ干潟の小波に喩え、「煙が立つ」のは溶解した肉体が煙（ヒブイ）となって飛んでいく描写だという。沖縄周辺の信仰では、マブイ（魂）は煙のようなものと考えられていて、風葬は魂を海の彼方のニライカナイに還すものという観念がうかがえる。
この他、奄美群島ではいったん土葬し、後年に掘り返して遺骨を洗骨し改葬する風習が近代まで残っていた。

#### 京都帝国大学による風葬骨持ち去り問題
沖縄本島北部の今帰仁村に、琉球王国を統一した尚氏一族が眠ると伝えられる百按司（むむじゃな）墓と呼ばれる風葬墓群がある。昭和初期（1928～1929年）、京都帝国大学助教授が人類学研究のため、警察の協力を得て風葬骨を持ち去った。現在は京都大学総合博物館に保管されているが、京都大学は『先住民族の権利に関する国際連合宣言』で琉球人が対象となっていないことなどを理由に、遺骨の返還を拒否している。

### 宮古島における風葬
宮古島地方では、沖縄本島から伝わる以前から巨石墓（ミャーカ）というのがあり、風葬の代表的な例とされている。屋根のない石囲いの中に遺体を葬るものであったが、後世、風葬を嫌う考えが起こって屋根をかぶせるようになったという。仲宗根豊見親の墓のように、本島の横穴墓形式との折衷も見られる。島尻、狩俣、大神島にも風葬があり、昭和時代には洞窟などから遺骨が多数発見されたことがある。また、島尻集落のほぼ中央部には巨大な崖下墓があり、以前から「長墓（ながぱか）」として知られている。研究報告によると、長墓は3つの廓に分かれ、60 - 70体分の遺骨が乱雑に置かれていた。廓の前にはグスク様に囲いがあり、遺骨を以前収めていたと思われる容器も発見された。岩陰の内外で見つかった土器・陶磁器、キセルからこの墓域の年代は17世紀から18世紀頃と推定される。